# Алан Барретт (веслувальник)
Алан Барретт (англ. Alan Barrett, 14 листопада 1912 — 8 квітня 1961) — британський академічний веслувальник.
Срібний призер Олімпійських Ігор 1936 року в складі розпашної четвірки без стернового.